# ともだち (柳箱の曲)
「ともだち」は、日本の女性アイドルユニット・柳♡箱（RYUTistとハコイリ♡ムスメ）の楽曲。2018年1月23日にPENGUIN DISCからリリースされた1枚目のシングル。

## 解説
南波一海が主宰するPENGUIN DISCに所属するRYUTistとハコイリ♡ムスメの2組は、2016年9月に新潟、12月に東京でツーマンライブを行うなど交流を深め、2017年8月13日に所沢航空記念公園 野外ステージで行われた「ハコムス野外音楽会SP〜ハコムス×RYUTistのサマーパーティー!!〜」にて、両グループを代表してハコイリ♡ムスメリーダーの我妻桃実が南波に「RYUTistとハコムスでCDなど何か形に残るものができたら」という要望を出し、南波がOKを出したことが柳♡箱結成のきっかけとなった。
南波は作詞、およびミュージックビデオの監督を務めた。振り付けは古川小夏（アップアップガールズ（仮））が担当した。レコーディングやジャケット撮影は新潟で行った。なお、受験のため休業中であったハコイリ♡ムスメの鉄戸美桜・阿部かれん・星里奈は不参加であったが、阿部は復帰後ミュージックビデオの追加撮影（タワーレコード錦糸町店でのインストアイベント、AKIBAカルチャーズ劇場での柳♡箱公演）には参加している。

## 収録曲
1. ともだち
作詞：南波一海 / 作曲・編曲：KOJI oba
2. アイスクリームマジック （RYUTist）
作詞：ACKO / 作曲・編曲：永井ルイ
3. 星降る夜の招待状 （ハコイリ♡ムスメ）
作詞・kawazak / 作曲・編曲：西岡和哉